# Clarias buettikoferi
Clarias buettikoferi es una especie de pez de la familia Clariidae en el orden de los Siluriformes.

## Morfología
Los machos pueden llegar alcanzar los 19,2 cm de longitud total.

## Distribución geográfica
Se encuentran en África: Costa de Marfil y Ghana.